# Paul Driessen
Paul Driessen nació en 1940 en Nijmegen, Gelderland, Países Bajos. Es un director, animador y escritor holandés. Sus cortometrajes ganaron premios en todo el mundo, como en los Festivales Internacionales de Animación de Ottawa y de Zagreb. En el año 1999 su film “3 Misses” fue nominado al premio Oscar de la Academia como Mejor Cortometraje Animado.

## Biografía
Estudió Diseño Gráfico e Ilustración en la Academia de arte de Utrech. En la década de 1960 comenzó a animar comerciales para la televisión holandesa, aunque no tenía ninguna formación en esa disciplina. 
En 1968 George Dunning lo contrató como animador para su largometraje de animación Yellow Submarine. También ayudó a Driessen a emigrar a Canadá, donde se convirtió en miembro del National Film Board of Canada en 1972.
El estilo de Driessen puede reconocerse por la suavidad de sus líneas siempre en movimiento, así como por los movimientos fluidos pero incómodos de sus personajes. Suele dividir la pantalla en tres o incluso seis partes diferentes, con todas las acciones bien entretejidas entre sí.

## Filmografía[1]
- "The Story of Little John Bailey" (1970)
- "Le Bleu perdu" (1972)
- "Air!" (1972)
- "Au bout du fil" ("Cat's Cradle") (1974)
- "An Old Box" ("Une vieille boîte") (1975)
- "David" (1977)
- "The Killing of an Egg" ("Ei om Zeep") (1977)
- "Ter land, ter zee en in de lucht" ("On Land, at Sea and in the Air") (1980)
- "Jeu de coudes" (Elbowing) (1980)
- "Het Treinhuisje" ("Home on the Rails") (1981)
- "Une histoire comme une autre" ("The Same Old Story") (1981)
- "La Belle et la boîte" ("Oh What a Knight") (1982)
- "Tip Top" (1984)
- "Het scheppen van een koe" ("Spotting a Cow") (1984)
- "Elephantrio" (1985)
- "Spiegel eiland" ("Sunny Side Up") (1985)
- "The Train Gang" (1986)
- "Getting There" (1986)
- "De Schrijver en de Dood" ("The Writer") (1988)
- "Uncles & Aunts #1" (1989)
- "The Water People" (1992)
- "The End of the World in Four Seasons" ("La fin du monde en quatre saisons") (1995)
- "3 Misses" (1998)
- "The Boy Who Saw the Iceberg" ("Le garçon qui a vu l'iceberg") (2000)
- "2D or not 2D" (2003)
- "Oh What a Nico" (2004)
- "Oedipus" (2011)
- "Cat Meets Dog" (2015)

## Premios y distinciones
Premios Óscar
| Año  | Categoría                  | Película | Resultado |
| ---- | -------------------------- | -------- | --------- |
| 2000 | Mejor cortometraje animado | 3 Misses | Nominado  |